# Der Smaragdwald
Der Smaragdwald (Originaltitel: The Emerald Forest) ist ein Spielfilm aus dem Jahr 1985 von John Boorman.

## Handlung
Der sechsjährige hellblonde Tommy, der Sohn des Bauingenieurs Bill Markham, der einen Teil der Arbeiten am Bau eines neuen Staudamms in Brasilien leitet, wird während eines Familienausflugs am Rand des Urwalds von Indianern aus dem „Unsichtbaren Volk“ entführt.
Sein Vater Bill beginnt, in jeder freien Minute nach Tommy zu suchen. Er unternimmt an freien Wochenenden ausgedehnte Bootsfahrten in das Gebiet der Indianerstämme und lernt auch mehrere ihrer Sprachen.
Zehn Jahre später ist der Bau des Staudamms fast vollendet. Im tiefen Urwald ist der hellblonde Tommy als Tommé zum Indianer geworden, er ist in der Familie des Stammeshäuptlings groß geworden. Er absolviert die Initiationsrituale und wird in die Gemeinschaft der erwachsenen Jäger aufgenommen. Das selbstbewusste Mädchen Kachiri wird seine Frau.
Bill und sein Begleiter treffen bei einer ihrer Kurzexpeditionen in den Urwald auf Indianer des „Wilden Volkes“. In deren Dorf, in das beide mitgehen, kommt es allerdings zum Streit. Ein Anführer deutet an, dass er die beiden verspeisen möchte. Bill wird attackiert und erschießt seinen Angreifer. Fasziniert vom Schnellfeuergewehr, richtet der Anführer Bill aus, dass er ihn bei Anbruch des Tages jagen wird. Bill flieht, sein Begleiter aber wird getötet. Bill gelangt an einen Fluss, dort steht er überraschend dem blonden Indianer Tommé gegenüber, der in Bill seinen Geistvater „Papaé“ aus seinen Träumen wiedererkennt. In diesem Moment erreichen auch die Verfolger vom „Wilden Volk“ den Fluss. Tommé und der schwerverletzte Bill können schließlich entkommen.
Tommé schleppt den Verwundeten zum Dorf des „Unsichtbaren Volkes“ in der „Mitte der Welt“, wo er gesundgepflegt wird. Als er genesen ist, wird ihm angeboten, zu bleiben, statt in die „Tote Welt“ zurückzukehren. Bill möchte Tommé lieber mit zurück in die Stadt nehmen, was dieser ablehnt: Sein Platz sei hier beim „Unsichtbaren Volk“. Bill akzeptiert diese Entscheidung schweren Herzens. Viele Männer des Dorfes begleiten ihn an den „Rand der Welt“, der durch den fast vollendeten Staudamm nähergerückt ist.
Während ihrer Abwesenheit überfallen Krieger des „Wilden Volkes“, deren ehemaliges Stammesgebiet mittlerweile zur „Toten Welt“ gehört, das fast schutzlose Dorf und entführen alle jungen Frauen, um sie bei weißen Bordellbetreibern gegen Gewehre und Munition einzutauschen. Die Indianer des „Unsichtbaren Volkes“ können ihren Spuren bis zu dem primitiven Bordell am Rande des Urwalds folgen. Als sie über die Stromleitung in das umzäunte und bewachte Grundstück eindringen wollen, erleidet einer von ihnen einen Stromschlag und stirbt. Bei der anschließenden Verfolgungsjagd wird neben einigen anderen Kriegern auch der Häuptling, Tommés Pflegevater, getötet.
Tommé beschließt nun, gemeinsam mit einem Begleiter in der Stadt am anderen Flussufer nach seinem Vater Bill zu suchen, um ihn um Hilfe zu bitten. Ortskundige Indianer vom „Fledermaus Volk“, einem durch die Zivilisation bereits aufgelösten Stamm, die in einem Slum am Ufer wohnen, helfen ihnen. Tommy kennt zwar nicht die Adresse, aber er erinnert sich an die Form des Hochhauses, in der er als Kind lebte. Nachts klettert er an der Fassade hoch, Bill wacht von einem Geräusch auf dem Balkon auf, und auch Jean Markham sieht ihren Sohn zum ersten Mal wieder.
Mit mehreren Gewehren bewaffnet fahren Bill, die beiden Stadtindianer sowie Tommé und sein Begleiter zu dem Bordell. Dort kommt es zu einer Schießerei, doch können sie alle jungen Frauen befreien und auch den Angriff der sie verfolgenden Indianer vom „Wilden Volk“ abwehren. Tommé kehrt mit den Kriegern und jungen Frauen vom „Unsichtbaren Volk“ in den Urwald zurück. Bill erklärt Tommé beim Abschied, dass aufgrund des Staudamms immer mehr Weiße herkommen würden und das Land der Indianer wegnehmen würden. Trotzig erwidert Tommé, dann würden sie die Geisterwelt um so viel Regen bitten, dass der Staudamm bricht.
Tatsächlich rollt nach zwei Tagen heftiger Regenfälle eine große Flutwelle auf den Staudamm zu. Ein starkes Gewitter sowie eine von Bill heimlich ausgelöste Sprengung lassen den Damm brechen. Tommés Stamm kann damit vorerst in seinem angestammten Gebiet weiterleben.
Im Abspann wird darauf hingewiesen, dass der Rodung täglich 5000 Hektar Regenwald zum Opfer fallen, und dass einst fünf Millionen Indianer im Amazonas lebten, heute (Stand 1985 zum Zeitpunkt des Films) seien es 120 000.

## Hintergrund
Der Film basiert teilweise auf einer wahren Geschichte, die sich im Amazonasgebiet ereignete und von dem Journalisten Leonard Greenwood 1972 in der Los Angeles Times veröffentlicht wurde.

## Buchveröffentlichung
Der Roman zum Film wurde von Robert Holdstock geschrieben.

## Kritik
Das Lexikon des internationalen Films differenzierte:

„Perfekt inszenierter Abenteuerfilm über den Konflikt zwischen mythischer Naturverbundenheit und abendländisch-rationaler Ausbeutermentalität. Allerdings wird die gutgemeinte Polemik gegen den Raubbau an aussterbenden Kulturen und gegen die Zerstörung des ökologischen Gleichgewichts durch einige platte Hollywoodklischees unterlaufen.“

## Auszeichnungen
BAFTA
- 1986 BAFTA Award nominiert für die beste Kamera: Philippe Rousselot
- 1986 BAFTA Award nominiert für das beste Make-up: Peter Frampton, Paul Engelen, Anna Dryhurst, Luis Michelotti
- 1986 BAFTA Award nominiert für die beste Filmmusik Junior Homrich, Brian Gascoigne

César
- 1986 César nominiert für das beste Poster (Meilleure affiche)